# Toyota Gazoo Racing
Toyota Gazoo Racing (TGR) — це підрозділ автоспорту японського виробника автомобілів Toyota. Поряд із змагальною діяльністю, підрозділ розробляє технології для суббренду Gazoo Racing (GR) спортивних та орієнтованих на потужність серійних дорожніх автомобілів Toyota.
Стилізована виробником як TOYOTA GAZOO Racing, TGR змагається найбільш помітно як учасник чемпіонату світу з ралі FIA (як TGR WRT), чемпіонату світу з гонки на витривалість та чемпіонату світу з ралі-рейдів. Toyota Gazoo Racing Europe (TGR Europe) — це дослідницький та розробницький центр, розташований у Кельні, Німеччина, з філіями у Великій Британії та Фінляндії.
До дорожніх автомобілів під брендом GR належать GR Supra, GR Yaris, GR86 та GR Corolla.
TGR вступила до Формули-1 з командою Haas F1 як технічним партнером. Партнерство включає мету сприяння розвитку молодих японських гонщиків, інженерів та механіків у цьому виді спорту.